# Vicky Moscholiou
Vicky (Vasiliki) Moscholiou (griechisch Βίκυ (Βασιλική) Μοσχολιού; * 23. Mai 1943 in Metaxourgio (Athen); † 16. August 2005 in Athen) war eine griechische Sängerin.

## Leben und Karriere
Vicky Moscholiou wuchs in Agia Varvara (Attika) in bescheidenen Verhältnissen als das älteste von vier Kindern auf. Ihr Vater arbeitete im Athener Gemüsemarkt und verfügte über ein Grammophon und eine Schallplattensammlung mit damals populärer Musik, sodass sie schon als Kind viel Musik hörte und zu singen begann. Um ihre Familie finanziell zu unterstützen, arbeitete sie mit dreizehn Jahren in einer Fabrik als Bändermacherin. Erst 1962 erlaubten ihre Eltern, dass sie als Sängerin auftrat.
Stets hielt sie ihr Privatleben abseits der Öffentlichkeit. Sie war von 1967 bis 1973 mit der griechischen Fußballlegende Mimis Domazos verheiratet und hatte zwei Töchter. 2005 starb sie an Krebs.

## Karriere
Ihr Bühnendebüt als Sängerin fand 1962 an der Seite von Grigoris Bithikotsis in Athen statt. Kurze Zeit später wurde sie bei einer Aufführung von dem Komponisten Stavros Xarchakos entdeckt, der eine Stimme für sein Lied Der Mond ist verloren gegangen (Χάθηκε το φεγγάρι) des Films Lola (1964) mit Tzeni Karezi suchte. Das war der Beginn ihrer langen Karriere, in der sie mit zahlreichen bekannten Komponisten zusammenarbeitete. Dazu zählen Giannis Spanos, Giorgos Zambetas, Apostolos Kaldaras, Dimos Moutsis, Akis Panou, Mikis Theodorakis, Vasilis Tsitsanis und Markos Vamvakaris. Obwohl sie Manos Hadjidakis kannte, trat sie nur ein einziges Mal in der Fernsehsendung Hadjdakis spielt Hadjidakis (Χατζιδάκις παίζει Χατζιδάκι) 1972 in London mit ihm gemeinsam auf. Er soll ihre Stimme als „das Cello der griechischen Musik“ bezeichnet haben.
Ihr Repertoire reichte vom Rembetiko bis hin zur leichten griechischen Volks- und Kunstmusik. Sie war für ihre tiefe Stimme bekannt, die eine charakteristische Heiserkeit hatte. Vicky Moscholiou trat in ganz Griechenland und 1969 auch in Zypern auf, sowie in der Carnegie Hall in New York, in der Royal Albert Hall in London und in dem Olympia-Theater von Paris.
Man zählt Vicky Moscholiou zu den wichtigsten griechischen Interpretinnen. Nicht zuletzt auch deshalb, weil sie sich während der griechischen Junta nicht scheute, Lieder des damals verbotenen Mikis Theodorakis auf Livebühnen zu singen, und sich in ihren Meinungen nicht einschüchtern ließ. Fontas Trousas charakterisierte sie auf der Website von LIFO.gr folgendermaßen: „Η Βίκυ Μοσχολιού ήταν, πάντα, ένας άνθρωπος συντηρητικός σε ιδέες και απόψεις, μα συγχρόνως και ελεύθερος.“ (Vicky Moscholiou war schon immer ein zwar konservativer Mensch, was ihre Ideen und Meinungen angeht, aber gleichzeitig war sie frei.) Darüber hinaus verbarg sie ihre einfache Herkunft trotz ihres großen Erfolgs nie.
Sie war auch in zahlreichen griechischen Filmen der 1960er und 1970er Jahre in der Rolle einer Sängerin zu sehen.

## Auszeichnungen
Die griechische Post ELTA gab 2010 eine Briefmarke im Wert von 1 Euro mit ihrem Porträt heraus.

## Diskografie

### Alben
- 1966: Ένα Μεσημέρι (Eines Mittags)
- 1967: Θαλασσινά φεγγάρια (Meeresmonde)
- 1969: Κόσμε αγάπη μου (Die Welt, meine Liebe)
- 1969: Μια Κυριακή (Ein Sonntag)
- 1970: Βίκυ Μοσχολιού (Vicky Moscholiou)
- 1970: Το Σαββατόβραδο (Am Samstagabend)
- 1972: Περιπέτειες (Abenteuer)
- 1972: Συνοικισμός Α (Siedlung A)
- 1973: Στροφές (Kurven)
- 1973: Τραγουδά Ξαρχάκο Σπανό (Sing Xarchakos Spanos)
- 1974: Νυν και αεί (Jetzt und für immer)
- 1975: Λαϊκή Παράδοση (Tradition des Volkes)
- 1975: Σκοπευτήριο (Schießstand)
- 1976: Ανεξάρτητα (Unabhängig)
- 1976: Λεύκωμα (Album)
- 1976: Τα Σήμαντρα (Die Meerjungfrauen)
- 1977: 14 Χρυσές Επιτυχίες (14 Goldene Erfolge)
- 1977: Τραγουδά Σπανό (Sing Spanos)
- 1978: 14 Χρυσές Επιτυχίες 2 (14 Erfolge 2)
- 1978: Λαϊκά τραγούδια απ' όλο τον κόσμο (Volkslieder der ganzen Welt)
- 1979: Όταν σε περιμένω (Wenn ich auf dich warte)
- 1980: Βίκυ Μοσχολιού (Vicky Moscholiou)
- 1980: Το Τραμ Το Τελευταίο (Die letzte Tram)
- 1981: Σκουριασμένα χείλια (Rostige Lippen)
- 1982: Αξέχαστες Επιτυχίες (Unvergessliche Erfolge)
- 1982: Σ΄ένα Κόσμο σαν κι αυτό (In einer Welt wie dieser)
- 1982: Τραγούδια της Ευτυχίας (Lieder des Glücks)
- 1983: Αξέχαστες Επιτυχίες 2 2 (Unvergessliche Erfolge 2)
- 1984: Του σίδερου και του νερού (Aus Eisen und aus Wasser)
- 1986: Στους ανήσυχους δρόμους (Auf den unruhigen Straßen)
- 1987: Γυμνό (Nackt)
- 1987: Κόκοτας - Μοσχολιού (Kokotas - Moscholiou)
- 1990: Εφημερί (Zeitungsartikel)
- 1990: Gro plan
- 1990: Η Αθήνα τη νύχτα (Athen bei Nacht)
- 1990: Μεγάλες Επιτυχίες (Große Erfolge)
- 1991: Γειά σας που πέφτουν τα σύνορα (Grüßt euch, wo die Grenzen sich öffnen)
- 1992: Το καινούριο πράμα (Die neue Sache)
- 1993: Τα Μπιζουδάκια (Die kleinen Schmuckstücke)
- 1994: Από τους θησαυρούς των 45 στροφών (Von dem Schatz der 45 Umdrehungen)
- 1995: Ο Τζακ Ο΄ Χάρα (Jack O’Hara)
- 1995: Οι Μεγάλες Επιτυχίες (Die großen Erfolge)
- 1995: Τραγουδά Ζαμπέτα (Sing Zambetas)
- 1996: Μια γυναίκα δύο άντρες (Eine Frau, zwei Männer)
- 1996: Τραγουδάει Αρχοντορεμπέτικα (Sie singt die ursprünglichen Rembetika)
- 1996: Τραγούδια από τις 45 στροφές (Lieder von den 45 Umdrehungen)
- 1997: Αξέχαστες επιτυχίες 3 (Unvergessliche Erfolge 3)
- 1998: Οι Μεγάλες φωνές του Ελληνικού τραγουδιού (Die großen Stimmen des griechischen Lieds)
- 2000: Τραγούδια από τις 45 στροφές 2 (Lieder aus den 45 Umdrehungen 2)
- 2001: Οι Μεγάλες Επιτυχίες 1 (Die großen Erfolge 1)
- 2002: Μεγάλοι Έλληνες Ερμηνευτές 2 (Große griechische Interpreten 2)
- 2002: Ανοιχτό Βιβλίο (Offenes Buch)
- 2003: Πήρα απ΄τη Νιότη Χρώματα (Ich nahm Farben der Jugend)
- 2004: Οι Μεγάλες Επιτυχίες 2 (Die großen Erfolge 2)
- 2004: Βραδυνό σινιάλο (Abendliches Signal)
- 2005: Εγώ εσένα αγαπώ (Ich liebe dich)
- 2005: Μοσχολιού Βίκυ 40 Χρόνια (Moscholiou Vicky 40 Jahre)
- 2005: 21 Μεγάλα τραγούδια (21 Große Lieder)
- 2006: Τα Κινηματογραφικά (Vom Kino)
- 2006: Στα εννέα όγδοα (Neun Achtel)

### Singles (Auswahl)
- 1977: Ta Dilina
- 1978: Den Xero Poso S' Agapo